# Rakia al-Gassra
Rakia Al-Gassra (رقية الغسرة), née le 6 septembre 1982, est une athlète de Bahreïn, spécialiste du sprint.
Sa spécialité est le 200 m mais elle court également le 100 m. Elle mesure 1,70 m pour 65 kg.
Elle a gagné la médaille d'or 200 mètres femmes à Doha, Qatar, aux 15e Jeux asiatiques de 2006 avec un temps de 23 s 19. En 2007 à Osaka, elle devait participer pour la première fois aux Championnats du monde dans l'épreuve des 200 m mais elle a dû renoncer au dernier moment pour une raison encore inconnue.
Elle fut la première femme à représenter son pays aux Jeux olympiques, en 2004.
Aux Jeux olympiques de Pékin (2008), elle se qualifie pour les demi-finales après avoir remporté sa série et son quart de finale.

## Progression
100m
- 2001 : 13 s 10
- 2003 : 11 s 92
- 2004 : 11 s 39
- 2006 : 11 s 40
- 2007 : 11 s 27
- 2008 : 11 s 12

200m
- 2001 : 27 s 28
- 2003 : 24 s 09
- 2004 : 23 s 60
- 2006 : 23 s 19
- 2007 : 22 s 80
- 2008 : 22 s 65

## Palmarès

### Jeux d'Asie
- Jeux asiatiques de 2006 à Doha ( Qatar)
  -  Médaille d'or du 200m (23 s 19)
  -  Médaille de bronze du 100m (11 s 40)